# Because I Got High
" Because I Got High " (En français : Parce que je me suis défoncé) est une chanson hip-hop comique du rappeur américain Afroman tirée de l'album de 2000 du même nom . Les paroles de la chanson décrivent avec humour comment la consommation de cannabis dégrade la qualité de vie du narrateur. La chanson, écrite en quelques minutes seulement, a gagné en popularité après avoir été présentée dans le Howard Stern Show et diffusée sur Internet.

## Aperçu
Les paroles relatent l'expérience du narrateur qui envisage de faire plusieurs choses, mais qui n'y parvient pas après avoir fumé de la marijuana. La chanson a été écrite en quelques minutes et aurait été motivée par la prise de conscience du chanteur que « tout le monde parle de fumer de l'herbe, mais personne ne parle jamais vraiment des effets de la marijuana ».[réf. à confirmer]
Dans le numéro du 20 août 2001 du magazine Time, la chanson a été décrite comme un « hommage au cannabis ». Afroman aurait déclaré : « Tu sais quoi, mec ? J'ai enregistré cette cassette pour tous mes potes. Je ne pensais pas parler au magazine Time. Je suis un peu inquiet pour Rush Limbaugh et Newt Gingrich . Je ne veux pas énerver qui que ce soit. Je me suis juste dit, puisque je suis un fumeur de joints, pourquoi ne pas faire une petite blague avec les autres fumeurs de joints ? » Le chanteur a refusé de qualifier la chanson d'« anti- ou pro-pot », déclarant : « J'ai raconté la réalité. J'ai parlé de mon expérience personnelle en tant que fumeur de marijuana, et mon résumé était : si vous ne la regardez pas, ce sera trop long. » La chanson aurait valu à Afroman le statut de tube exceptionnel
Le clip a été réalisé par Kevin Smith, qui apparaît dans la vidéo aux côtés de Jason Mewes dans le rôle du duo Jay et Silent Bob fumant avec Afroman, ainsi qu'un caméo de "Beer Man"[réf. nécessaire], et un aperçu du Quick Stop où Clerks a été filmé.[réf. nécessaire]

## Réception
Afroman a sorti son album Because I Got High en 2000, le distribuant principalement via des concerts. La chanson titre a été présentée dans The Howard Stern Show, augmentant sa popularité, et a également été largement partagée sur le service de partage de fichiers Napster. Elle a été utilisée comme chanson thème du film Jay et Bob contre-attaquent et a ensuite été présentée dans les films Disturbia, A Thousand Words, The Perfect Score et l'émission télévisée Snowpiercer .
Après le succès de la chanson, Afroman a signé chez Universal Records.

## Liste des pistes
Toutes les chansons sont écrites et composées par Joseph Foreman.
| 1. | Because I Got High (Afrolicious Edit)       | 3:18 |
| 2. | Let's All Get Drunk                         | 5:43 |
| 3. | Back On The Bus                             | 5:43 |
| 4. | Because I Got High (Afropulco Gold & Dirty) | 3:18 |

## Versions alternatives
Afroman a réenregistré la chanson en 2014, dans le contexte d'un débat intensifié autour de la légalisation ou non du cannabis aux États-Unis, en partenariat avec l'association à but non lucratif de réforme du cannabis Norml et Weedmaps, exprimant une position pro-légalisation soulignant le potentiel économique et sanitaire supposé de la drogue,,. Cette version a été publiée avant plusieurs mesures de vote portant sur la légalisation du cannabis récréatif, usage prévu pour le 4 novembre de la même année dans les États américains de l'Alaska, de l'Oregon et du District de Columbia.
En 2024, le chanteur a de nouveau sorti une version alternative de la chanson intitulée « Hunter got high » (En français : Hunter s'est défoncé", commentant la controverse sur l'ordinateur portable de Hunter Biden et les allégations de consommation de drogue.
Une chanson avec un thème similaire a été publiée par Detroit Junior en 1980, intitulée « If I Hadn't Been High ».(En Français : Si je n'avais pas été défoncé)[réf. à confirmer]

## Parodies et références
Le musicien Remy a créé une parodie en 2024 sur l'inflation intitulée Because It Got High .[réf. à confirmer]
Bob Rivers a inclus une version sur le thème de Noël, Be Claus I Got High, sur l'album White Trash Christmas de 2002, le cinquième de la série d'albums parodiques de Noël de Rivers.[réf. nécessaire]
L'artiste parodique Rucka Rucka Ali a réalisé une version de la chanson intitulée "Because I'm White" (En français : Parce que je suis blanc) sur les stéréotypes des Américains blancs et le privilège blanc en général.[réf. à confirmer]
Une parodie a été réalisée à propos du politicien britannique Michael Gove après son scandale lié à la consommation de cocaïne.[réf. à confirmer]
Sur l'album Mobilize du groupe punk Anti-Flag, après plusieurs minutes de silence sur le morceau de fin de l'album, on peut entendre un ami du groupe appelé Spaz chanter des parties de la chanson avec Anti-Flag.[réf. nécessaire]